# Levoča, el castillo de Spiš y los monumentos culturales asociados
Las ruinas del castillo de Spiš son uno de los mayores emplazamientos de castillos de Europa Central. El castillo está situado sobre la ciudad de Spišské Podhradie y el pueblo de Žehra que, junto con la ciudad eclesiástica adyacente, Spišská Kapitula, forman parte del Patrimonio Mundial de la UNESCO. En 2009, el sitio se amplió para incluir el famoso altar del Maestro Pablo de Levoča y el centro histórico de Levoča con muchos edificios renacentistas bien conservados.

## Castillo de Spiš
Construido en el siglo XII, fue el centro político, administrativo, económico y cultural del condado de Szepes. Antes de 1464, fue propiedad de los reyes húngaros, luego (hasta 1528) de la familia Szapolyai, la familia Thurzo (1531-1635), la familia Csáky (1638-1945) y (desde 1945) del estado.
Originalmente un castillo románico de piedra con fortificaciones, un palacio románico de dos pisos y una basílica románico-gótica de tres naves fueron construidos en la zona en la segunda mitad del siglo XIII. En el siglo XIV se construyó un segundo asentamiento extramuros que duplicó la superficie del castillo. El castillo se reconstruyó por completo en el siglo XV. Se reforzaron los muros del castillo y se construyó un tercer asentamiento extramuros. Hacia 1470 se añadió una capilla de estilo gótico tardío. El clan Szapolyai realizó transformaciones del gótico tardío, que convirtieron el castillo superior en una cómoda residencia familiar, típica de las residencias del Renacimiento tardío de los siglos XVI y XVII. En 1780, el castillo se incendió y desde entonces está en ruinas. El castillo fue reconstruido en parte en la segunda mitad del siglo XX, y se llevaron a cabo amplias investigaciones arqueológicas en el lugar.

## Levoča

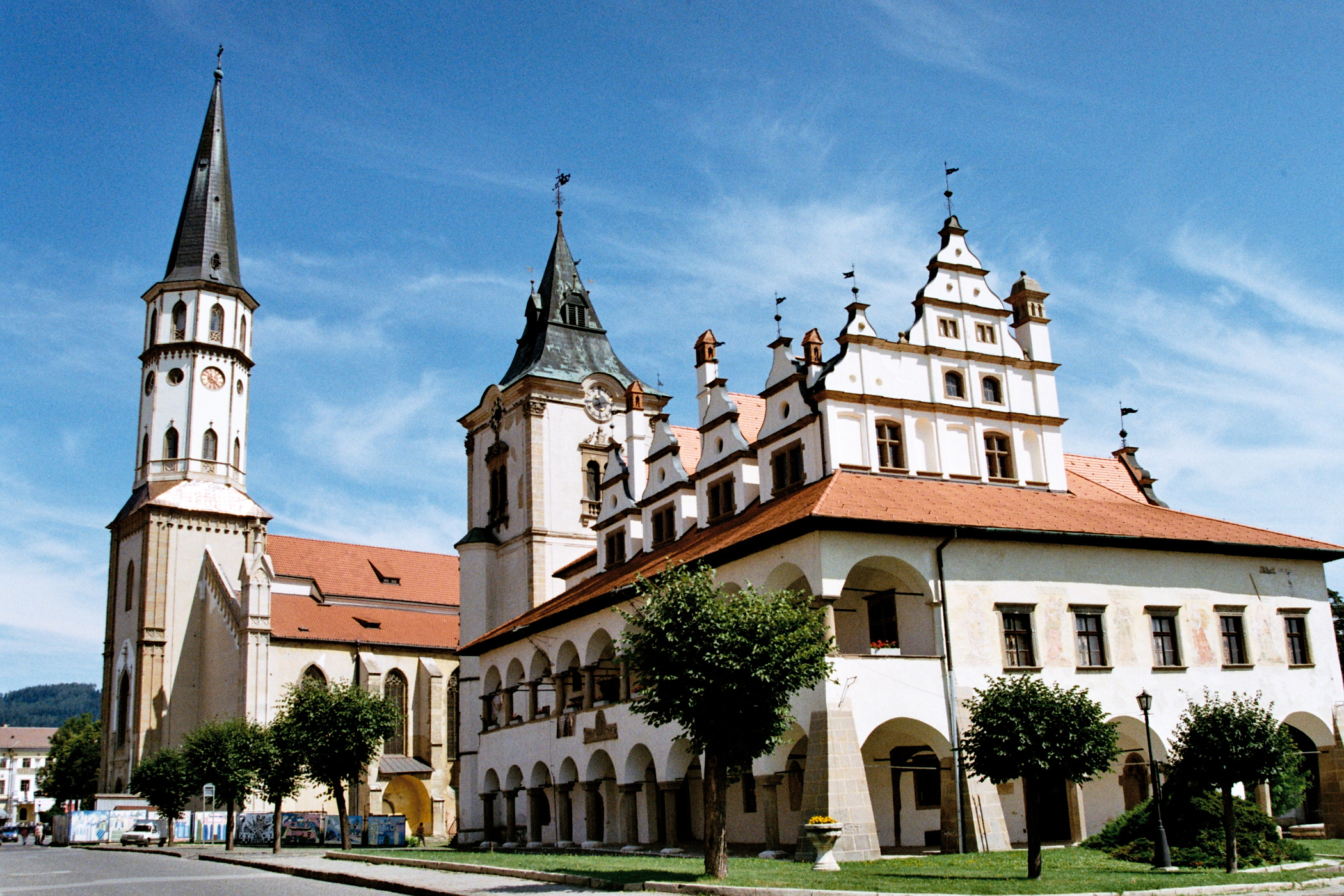
Ayuntamiento y Basílica de Santiago

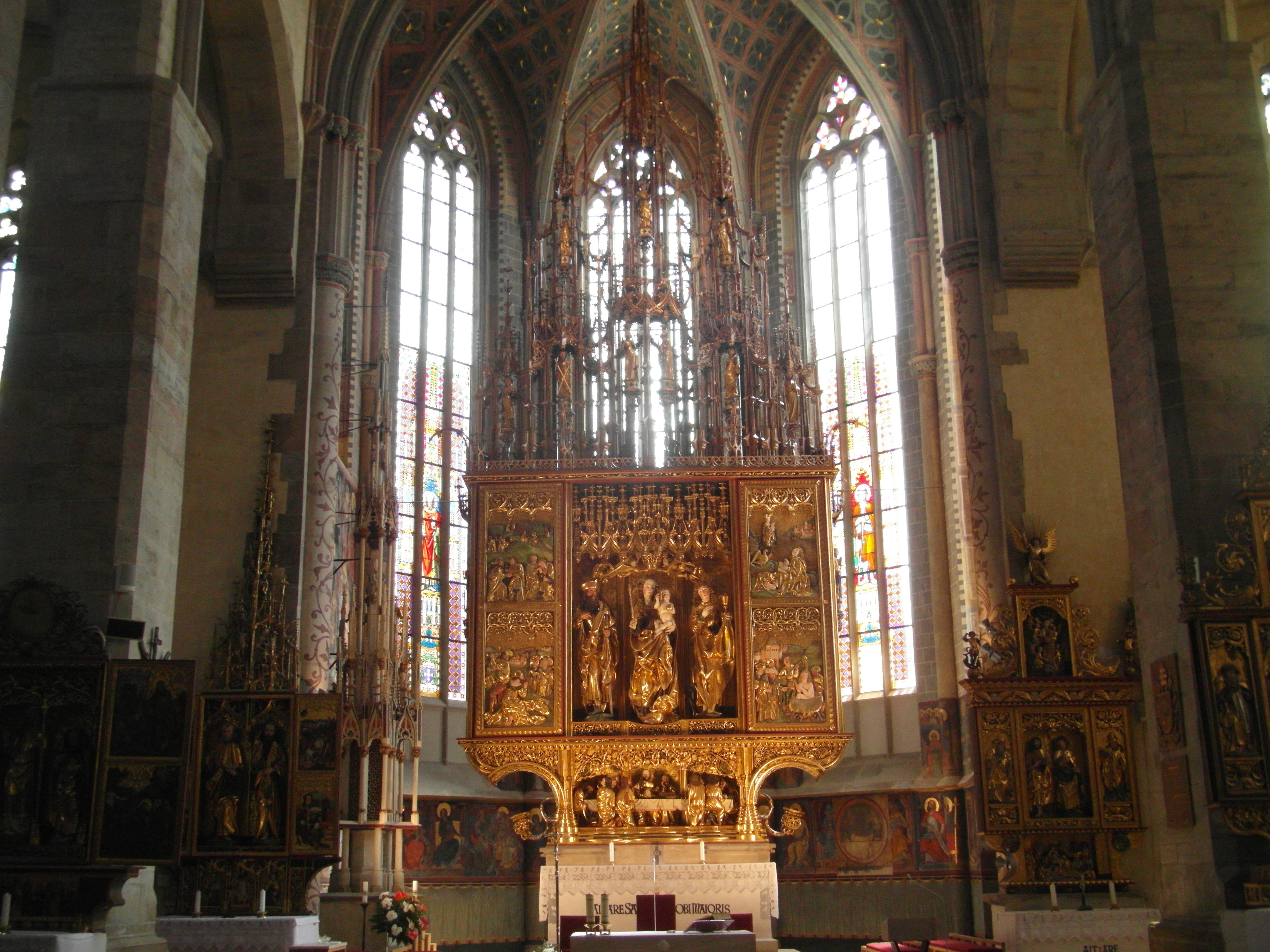
Altar mayor en Santiago

La antigua ciudad medieval de Levoča ( húngaro : Lőcse, alemán : Leutschau ) sigue rodeada por la mayor parte de sus 2,5 km de murallas. La entrada principal al casco antiguo se realiza a través de la monumental Puerta de Košice, de la que se conservan las otras dos, Menhard, y la Puerta de Polonia. La plaza de la ciudad cuenta con tres grandes monumentos:
- Antiguo Ayuntamiento (siglos XV-XVII)
- Iglesia luterana (1837)
- Basílica de Santiago

La plaza está muy bien conservada y contiene una serie de llamativos edificios que fueron las casas de la nobleza local a finales de la Edad Media. También destaca en la plaza la "Jaula de la Vergüenza", de hierro forjado, que data del siglo XVII y se utilizaba para castigar públicamente a los malhechores. Una placa en una de las casas registra la impresión y publicación en la ciudad de la obra más famosa de Jan Comenius, el Orbis Pictus. La segunda iglesia más grande de Eslovaquia, la Basílica de Santiago, del siglo XIV, alberga un magnífico altar tallado en madera del gótico tardío, oficialmente el altar gótico de madera más alto del mundo (18,62 m de altura), creado por el maestro Paul hacia 1506-1517.

## Spišská Kapitula

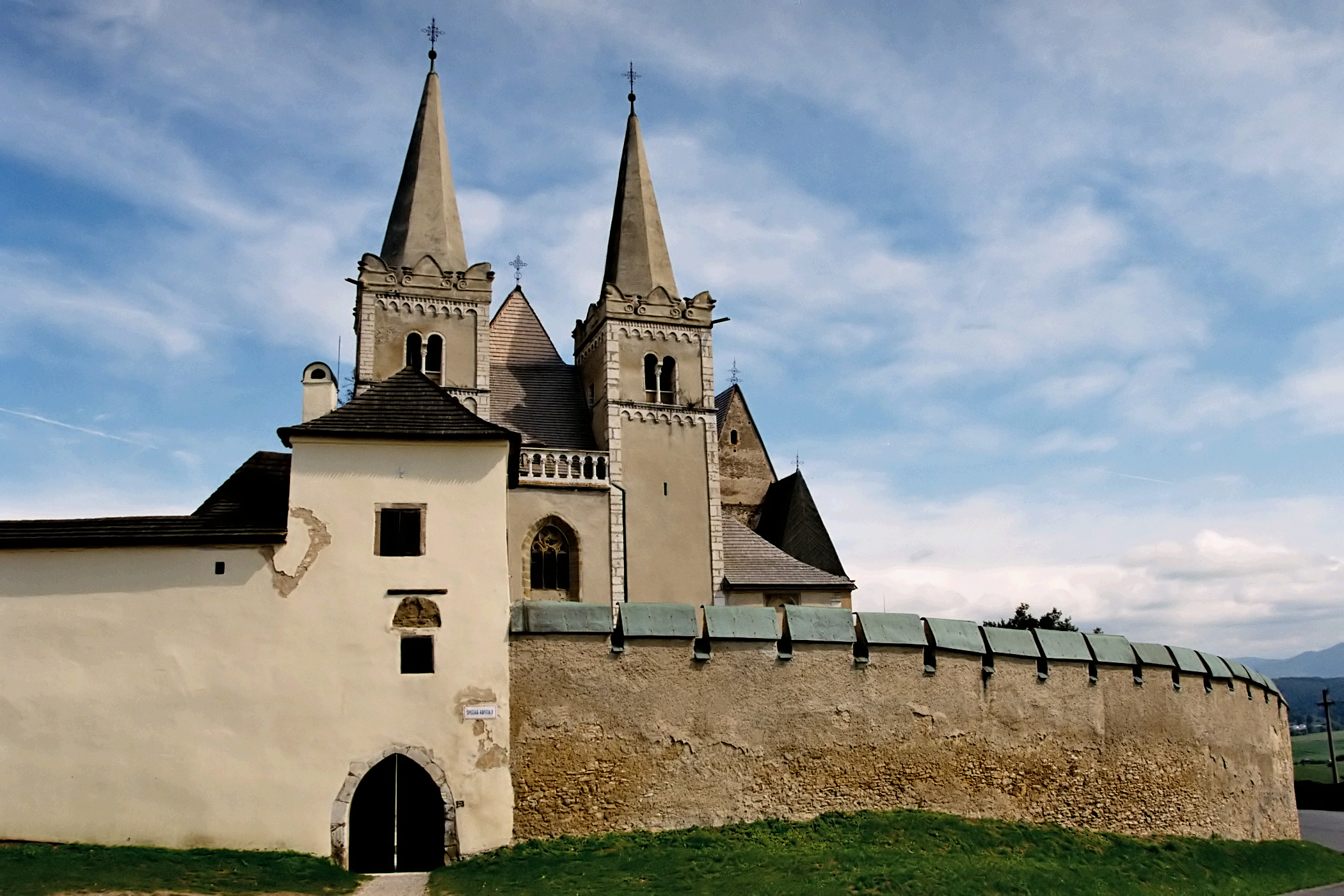
Catedral de San Martín

Se trata de una ciudad eclesiástica excepcionalmente bien conservada que domina el castillo de Spiš. La ciudad está formada por la Catedral de San Martín, un antiguo monasterio, un seminario y una única calle con unas 30 casas, todas ellas de construcción medieval y cerradas por una muralla construida entre 1662 y 1665 con puertas superior e inferior. La catedral fue construida entre 1245 y 1273 en estilo románico con posteriores ampliaciones góticas. Es uno de los mayores y más interesantes monumentos románicos de Eslovaquia. Contiene muchos altares medievales tallados y es el lugar de descanso de muchos señores del castillo de Spiš. Sus pinturas murales de 1317 representan la coronación del reyCarlos Roberto de Anjou.

## Frescos en una iglesia en Žehra
La Iglesia del Espíritu Santo en Žehra data de 1274 y contiene pinturas murales de los siglos XIII y XIV.

## Spišské Podhradie
La ciudad, situada a los pies de la colina del castillo de Spiš, contiene varias casas de mercaderes renacentistas. También cuenta con uno de los pocos edificios de la sinagoga que se conservan (ahora en desuso) en la región.

## Galería

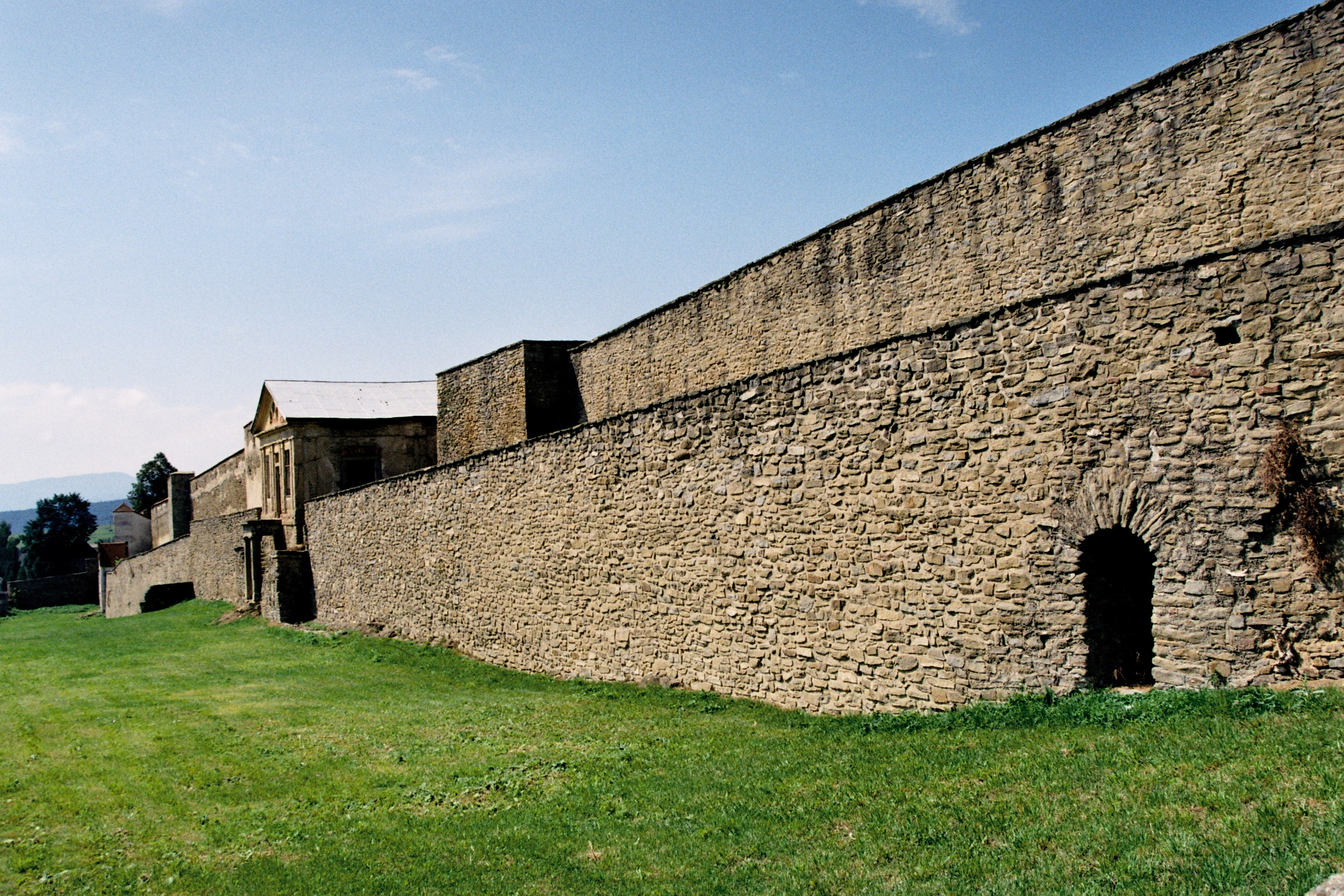
Murallas de la ciudad de Levoča
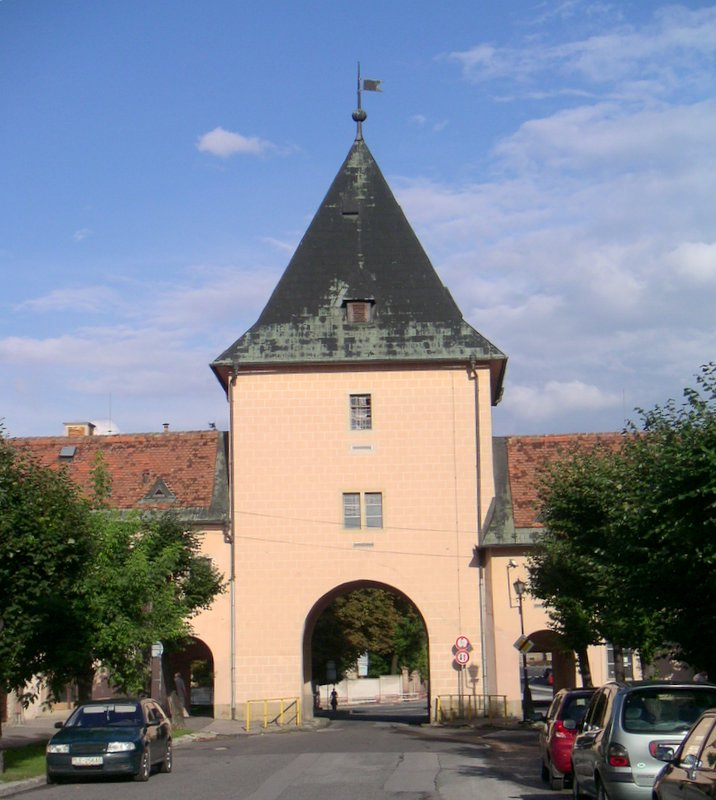
Puerta de Košice en Levoča
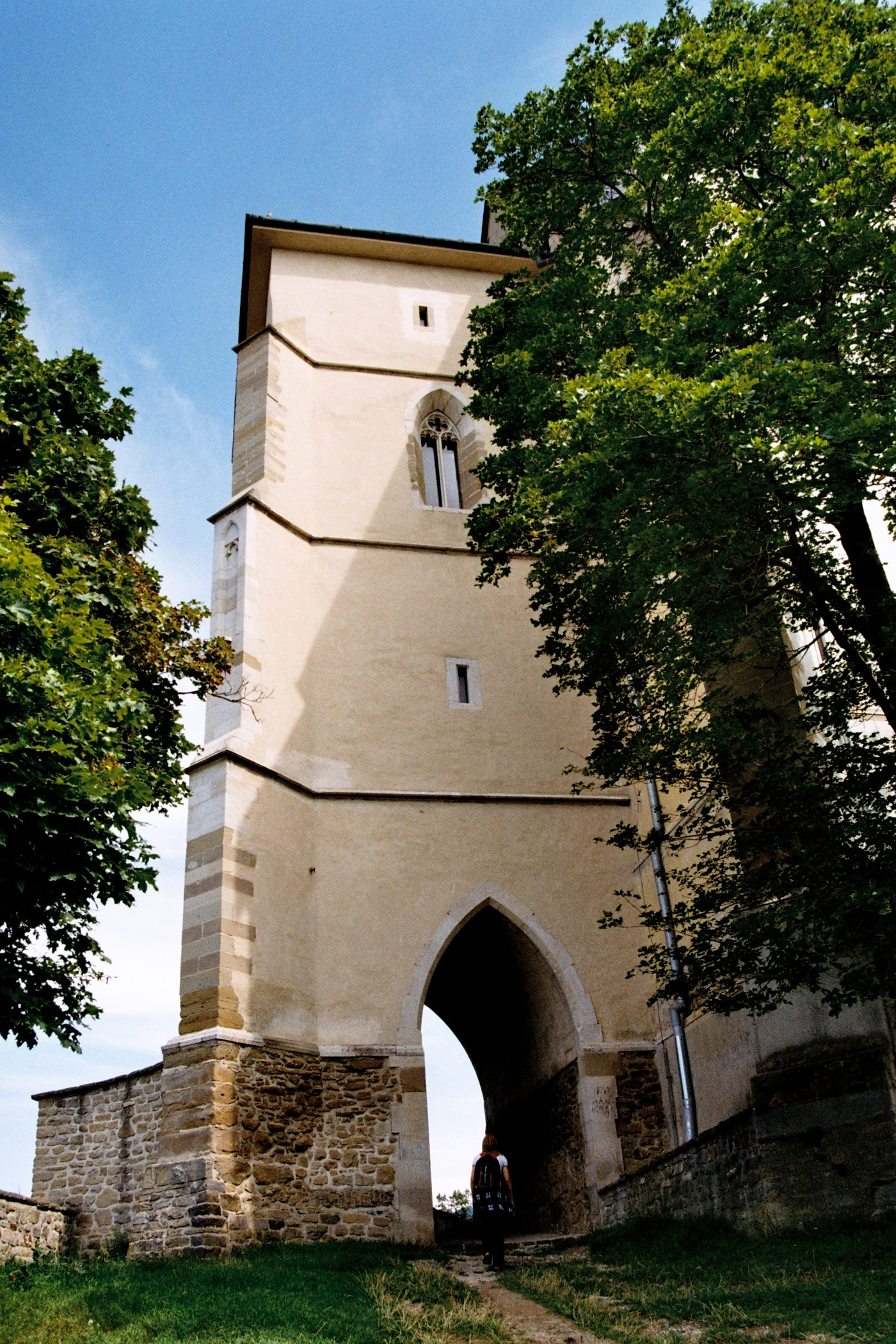
Puerta polaca en Levoča
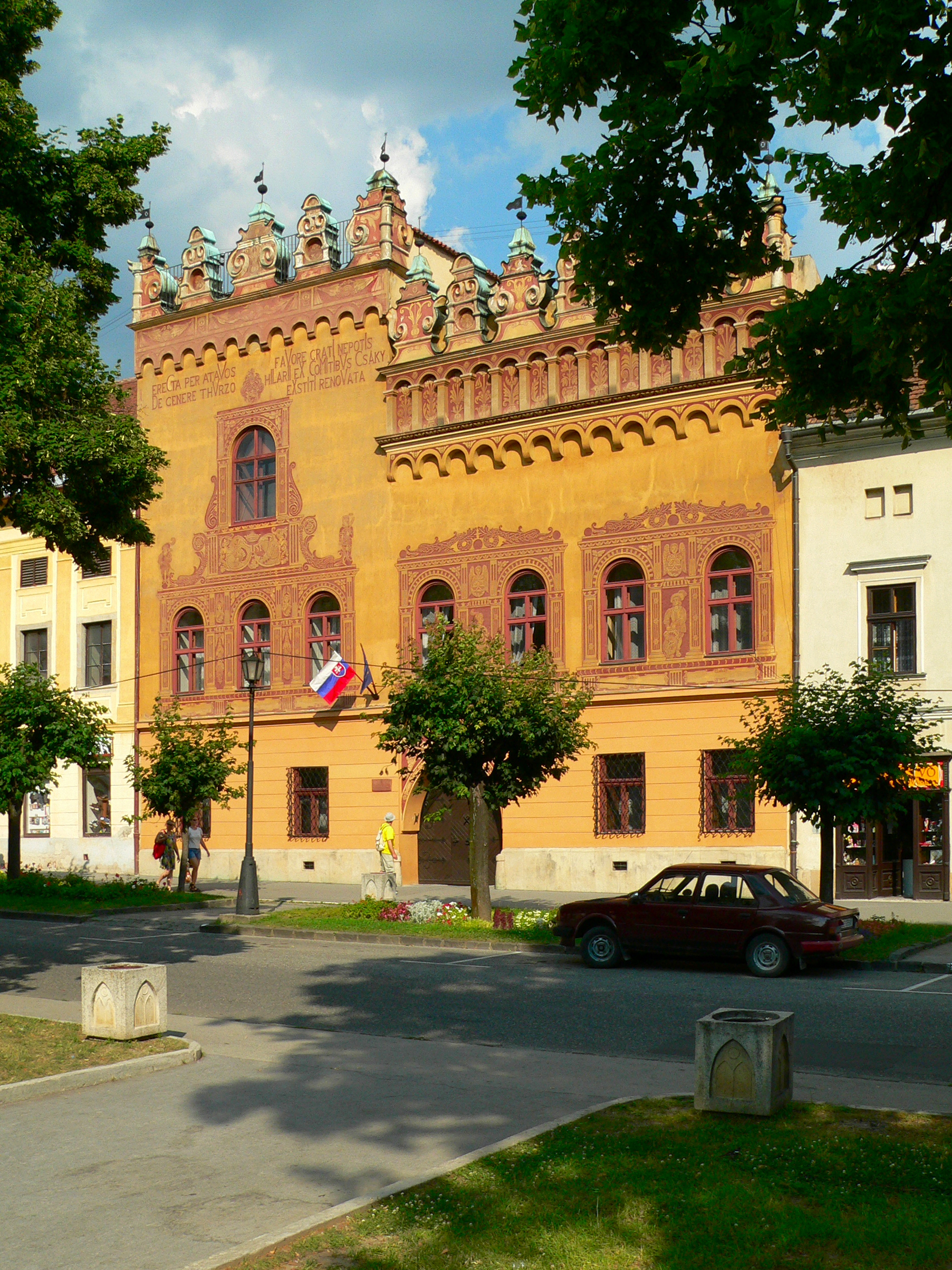
Casa Thurzo en Levoča
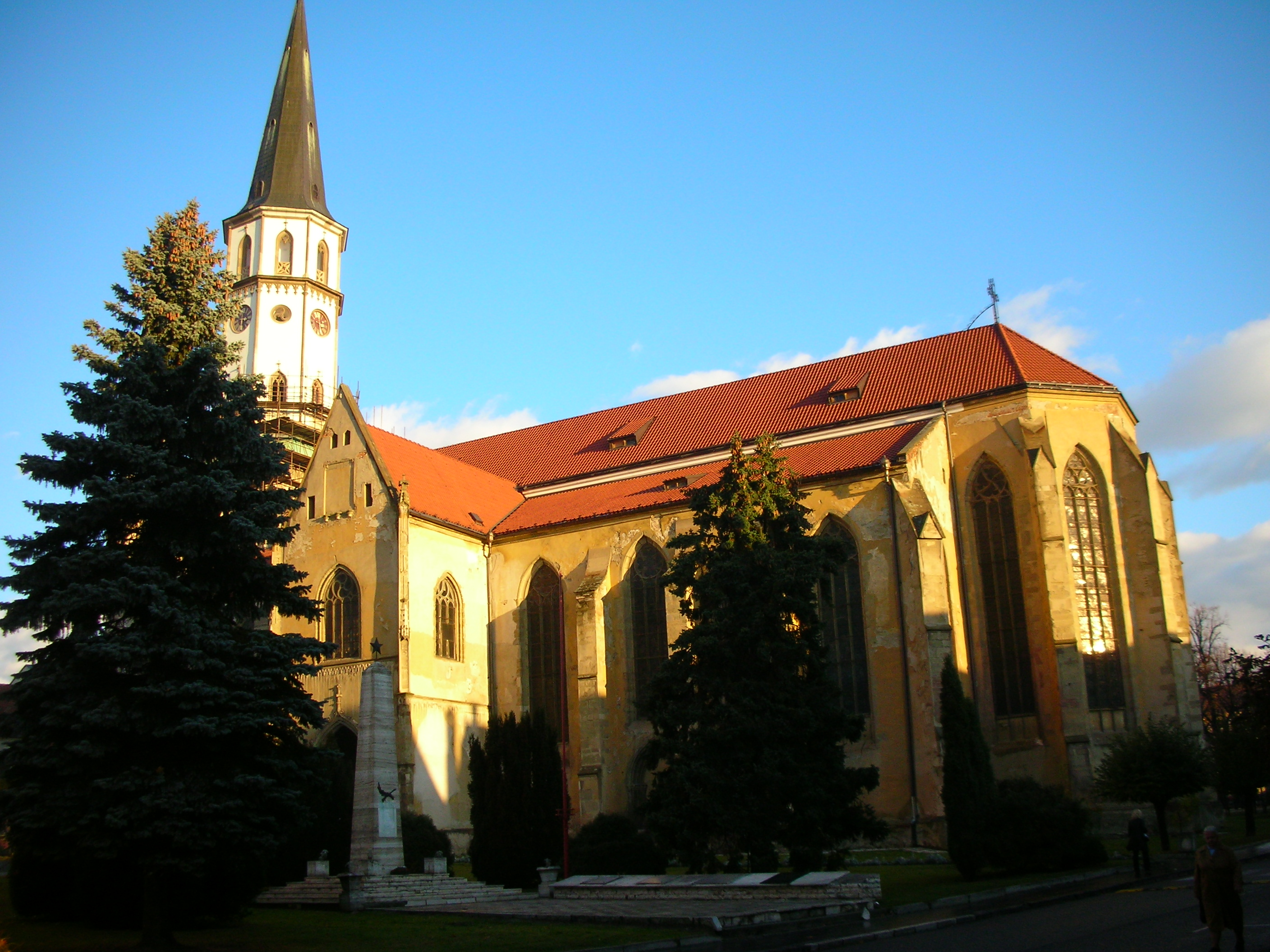
Basílica de Santiago en Levoča
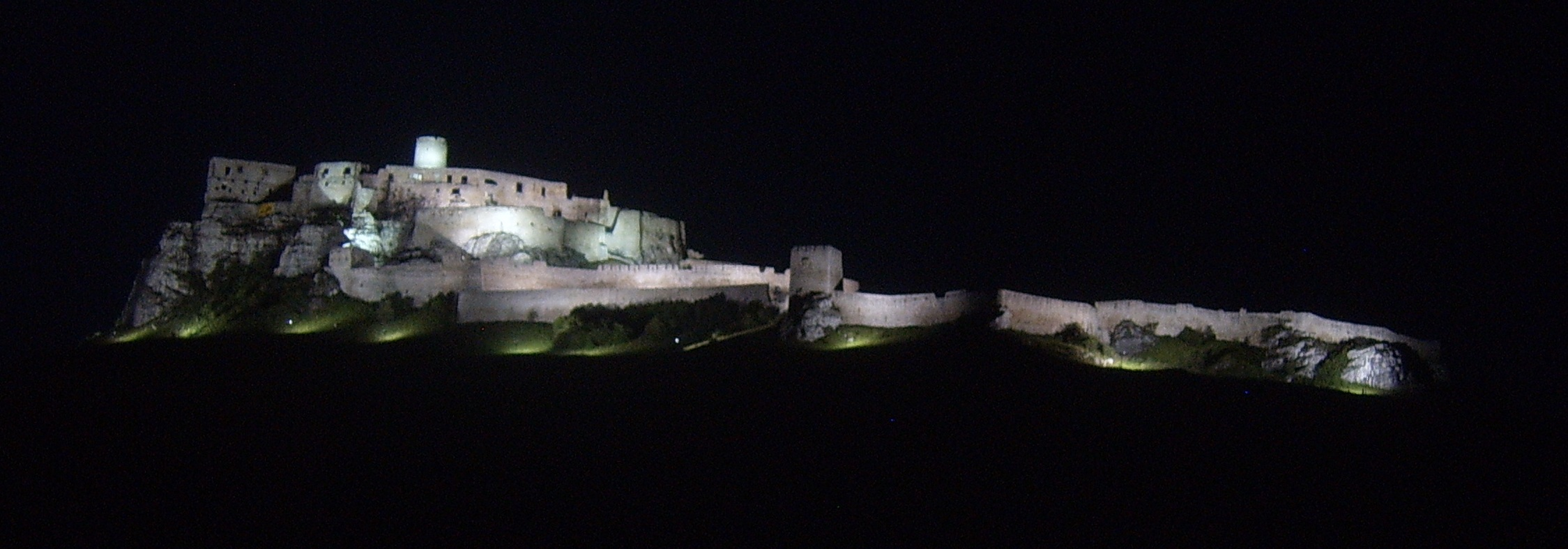
Castillo de Spiš de noche
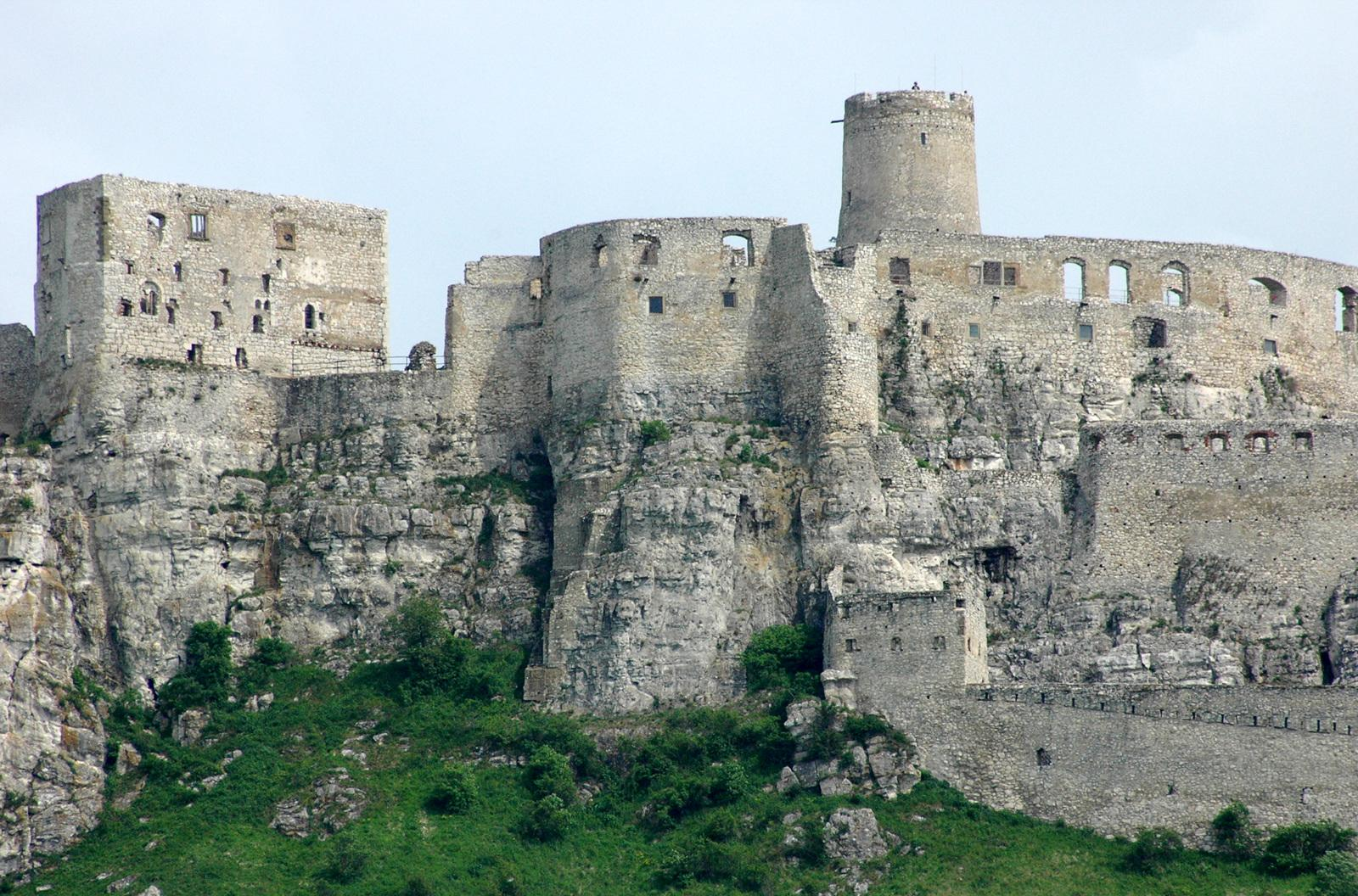
Castillo de Spiš
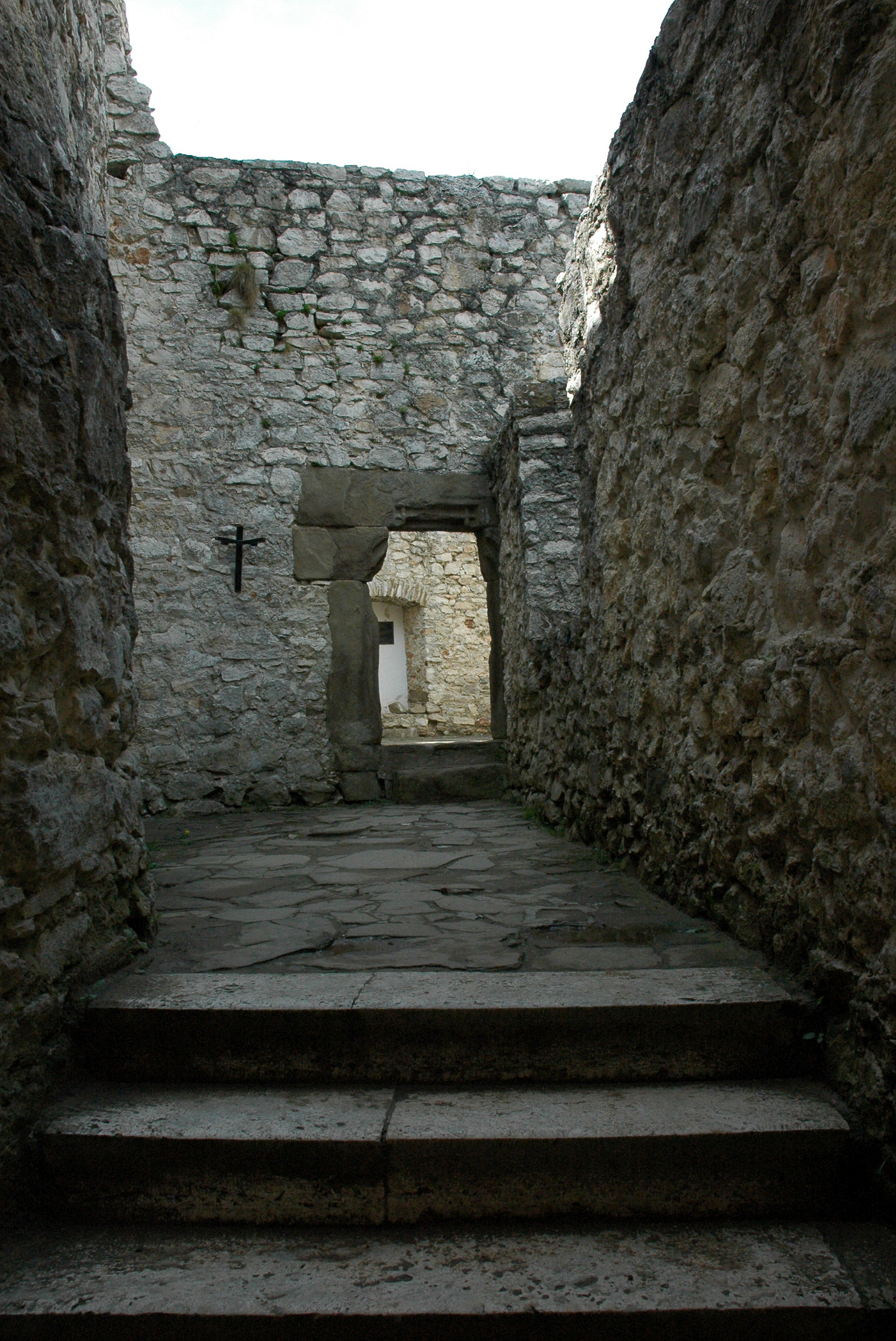
Dentro del castillo de Spiš
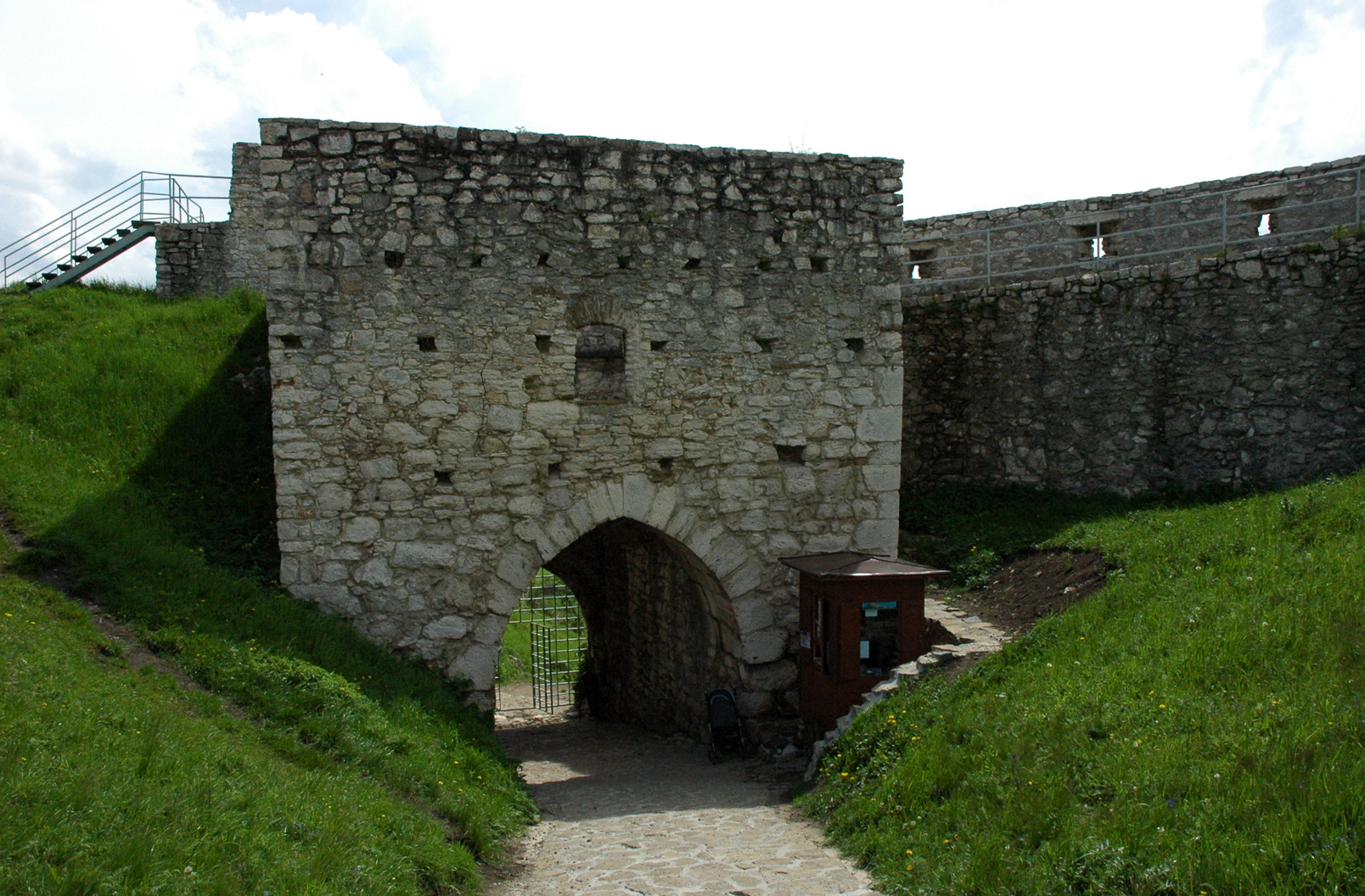
Castillo de Spiš
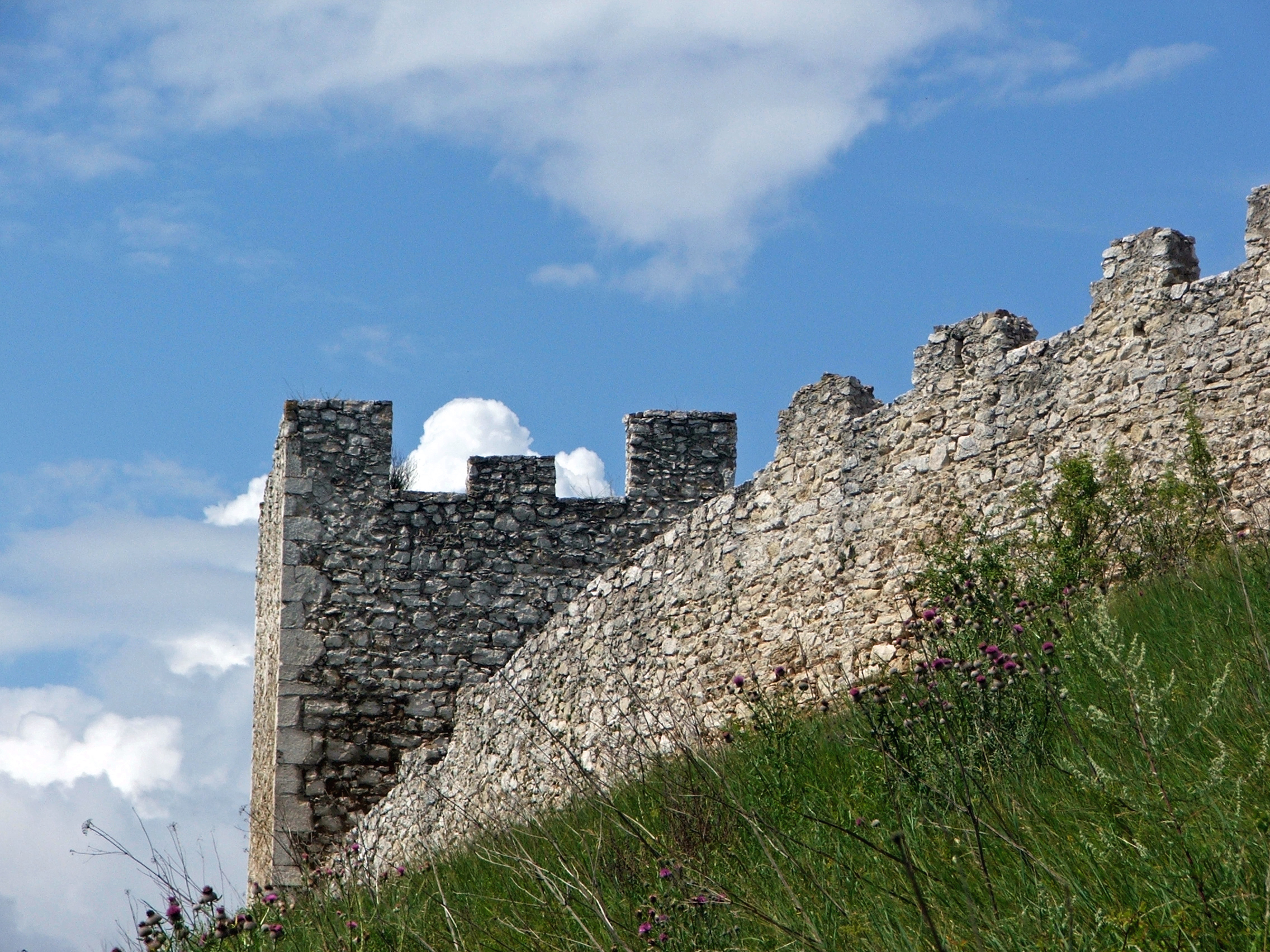
Muros del castillo de Spiš
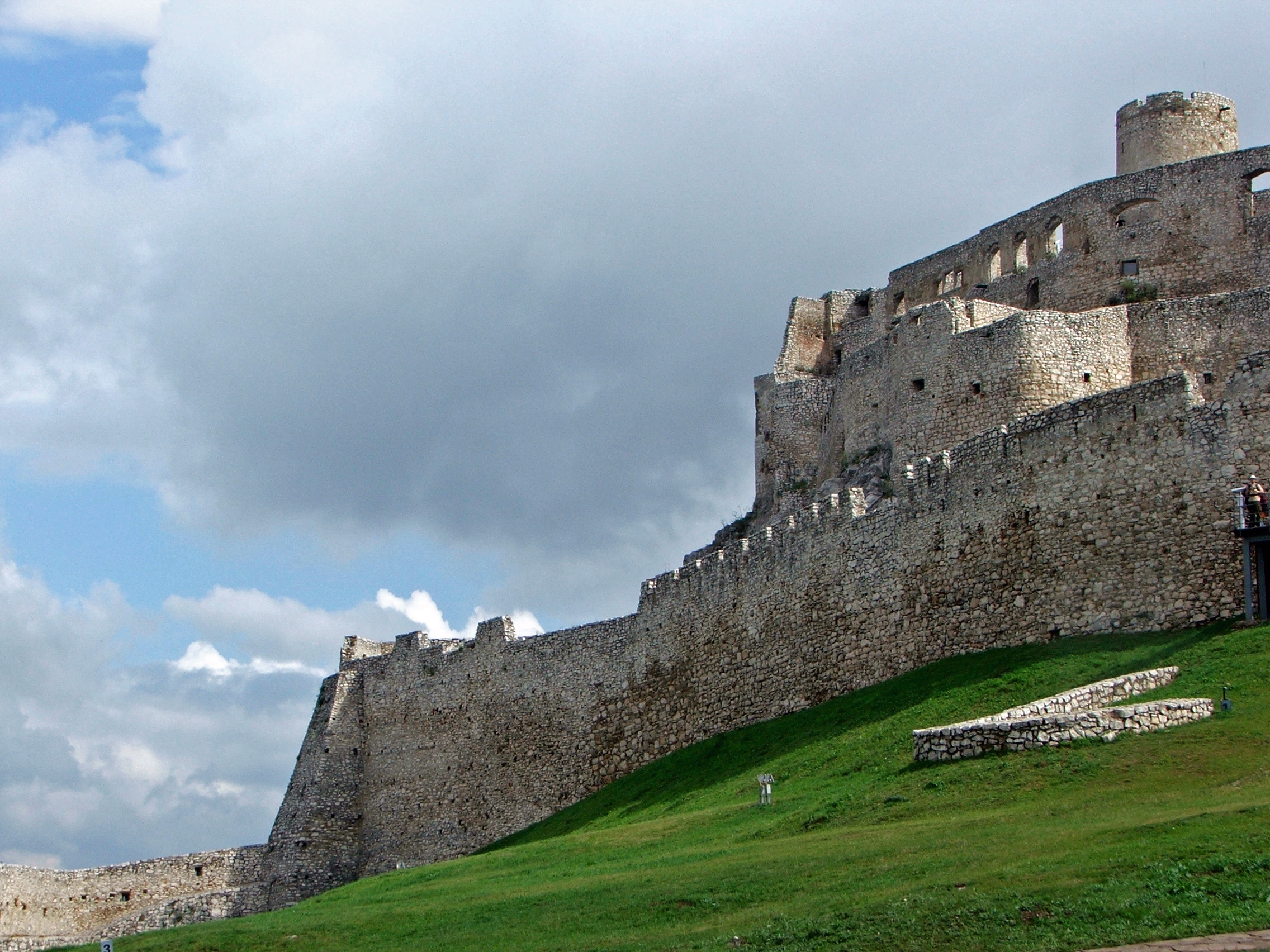
Castillo de Spiš
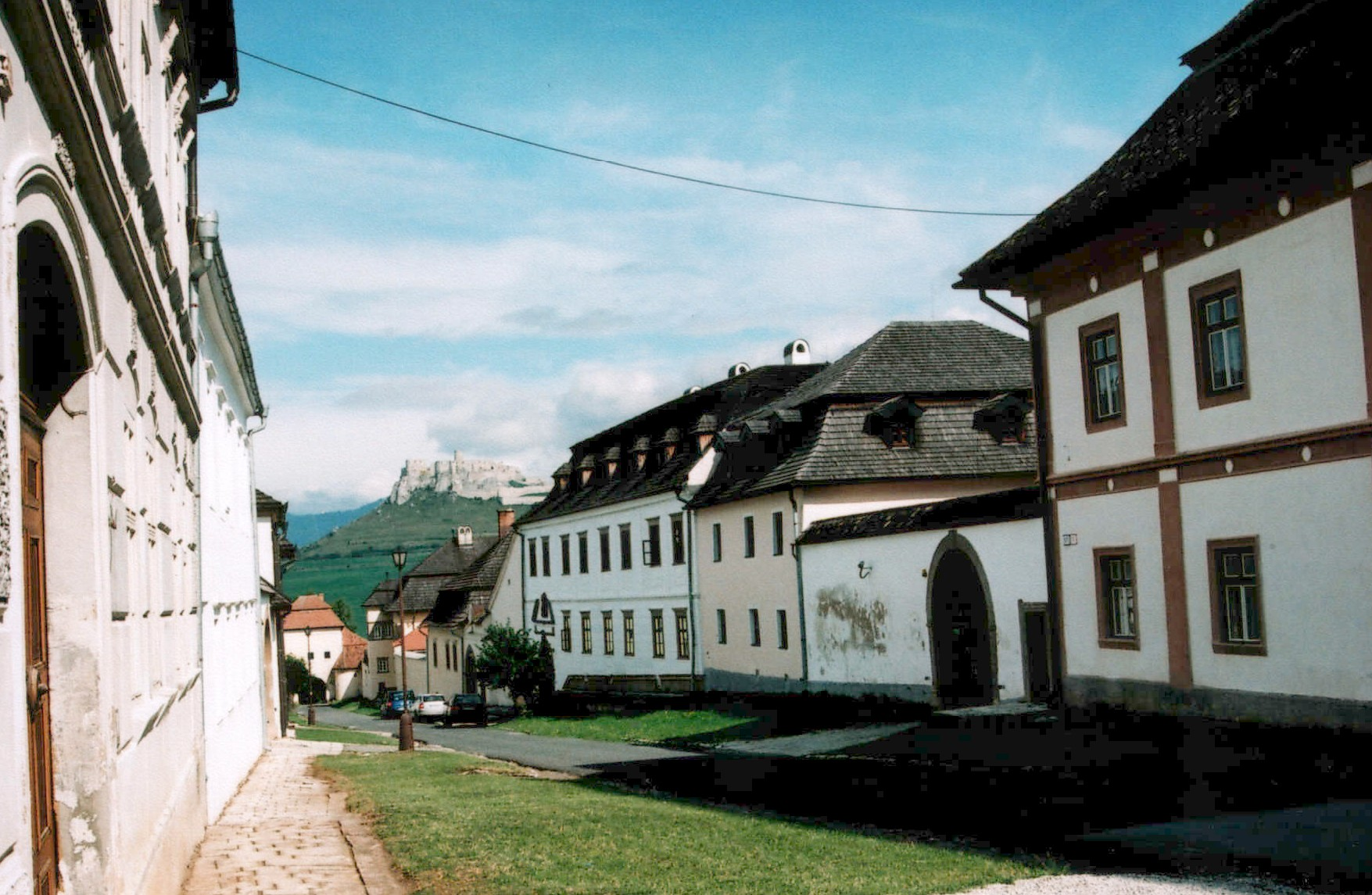
Calle en Spišská Kapitula
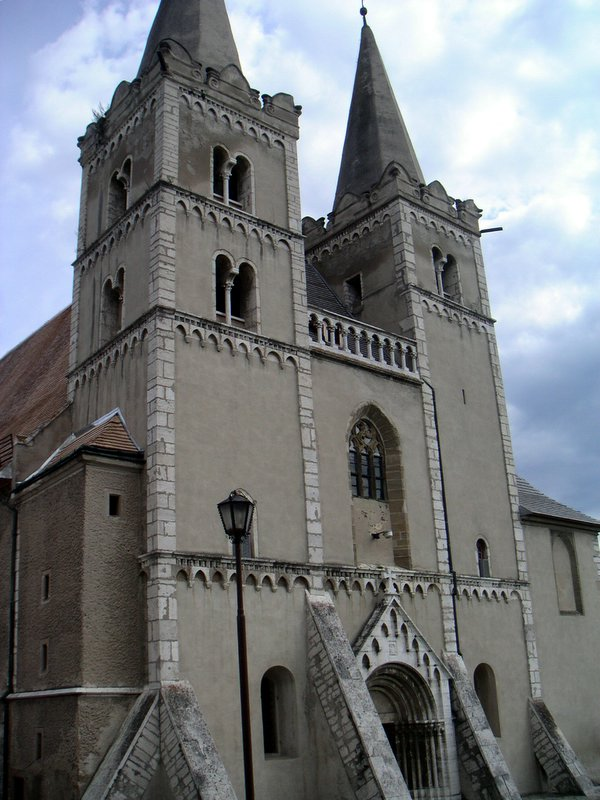
Catedral de San Martín
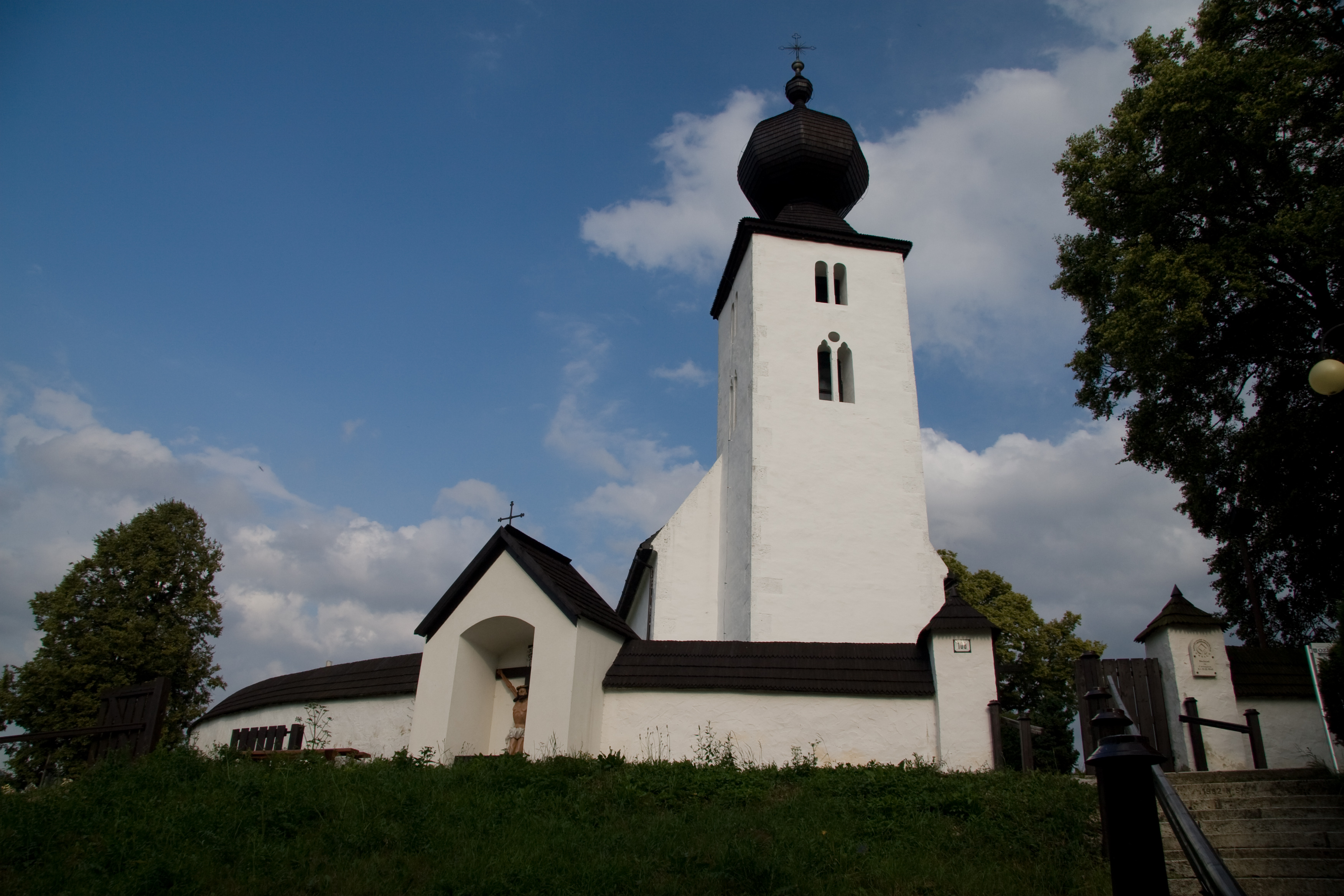
Iglesia del Espíritu Santo en Žehra
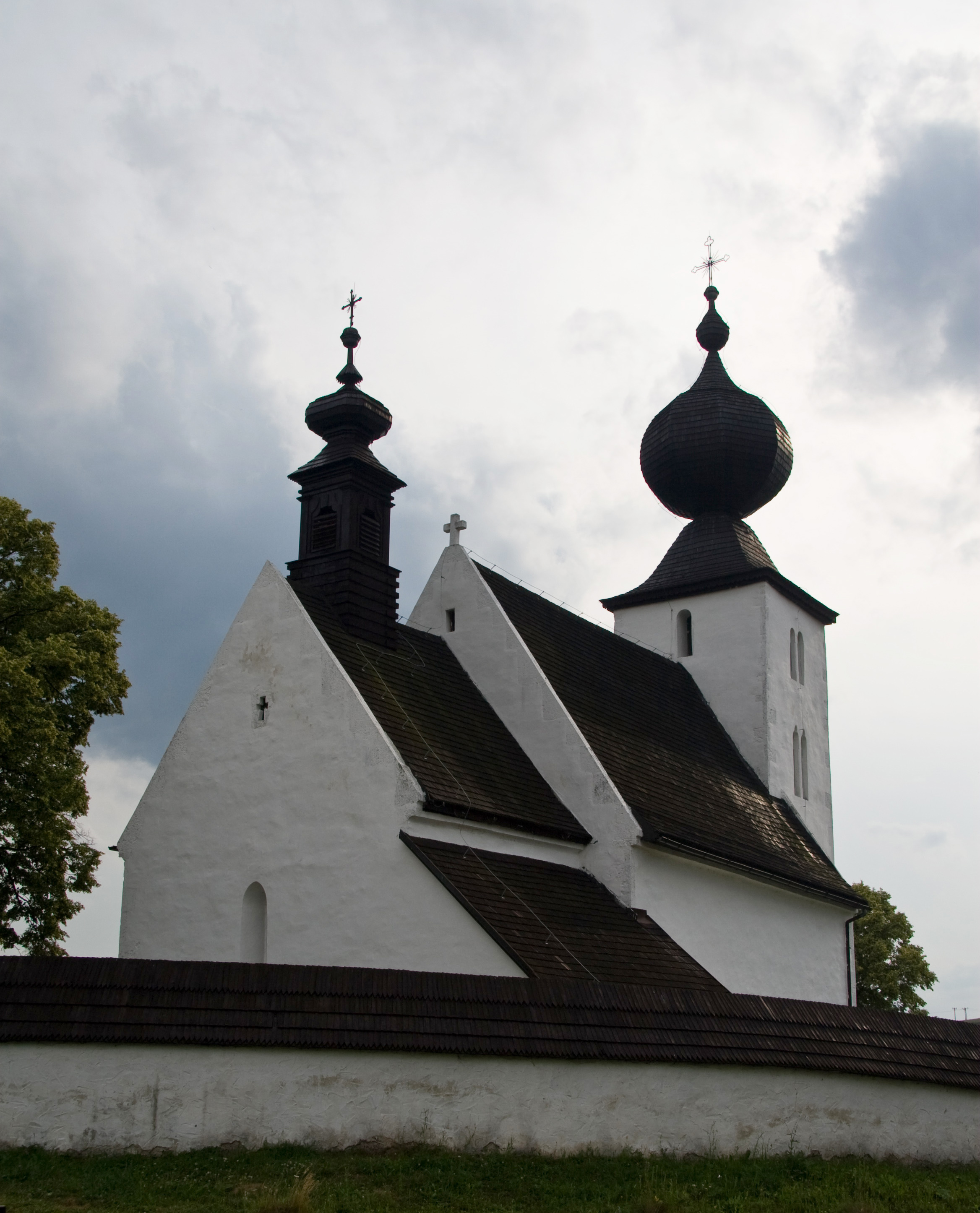
Iglesia del Espíritu Santo en Žehra

## Recursos
- «Levoča, Spiš Castle and associated cultural monuments». UNESCO World Heritage Centre. Consultado el 1 de octubre de 2008.
- «Spišská Kapitula». Slovenský Raj. Consultado el 28 de junio de 2009.